# José de Noronha Nápoles Massa
José de Noronha Nápoles Massa ou Mazza (Itaparica, 1822 — Itaqui, 14 de novembro de 1890) foi um religioso, professor e literato brasileiro.
Filho de José Pereira Rabelo e Maria Rosa Nápoles Massa, estudou no Seminário da Bahia e ordenou-se padre em 30 de novembro de 1845, sendo nomeado coadjutor da paróquia de São Pedro o Velho. Em 1848 foi designado capelão do 8º Batalhão de Caçadores, transferindo-se para o Rio Grande do Sul. Lá foi pároco colado em Piratini de 1849 a 1855, e depois pároco de Cruz Alta de 1855 a 1864, onde fundou uma escola primária. Em 1863 foi transferido para Porto Alegre, sendo nomeado cônego da Catedral e professor do Seminário Episcopal.
Entrando em conflito com o bispo, renunciou ao canonicato e foi suspenso das ordens, ofícios e benefícios, e então empregou-se em uma tipografia e fundou um colégio com internato e externato. Em 1873 foi absolvido pelo bispo e reintegrado em suas ordens, sendo indicado pároco de São Patrício em Itaqui, onde permaneceu até sua morte.
Foi deputado na Assembleia Provincial, defendendo os interesses da Igreja Católica, membro do Partenon Literário, e membro correspondente do Instituto Histórico e Geográfico do Rio Grande do Sul.
Sobre a maior parte da sua considerável obra escrita pouco se sabe, a não ser que existiu. Um grosso livro de sermões, um manual de latim e sua correspondência foram todos perdidos em um incêndio, e do ensaio biográfico O coronel Antônio de Melo e Albuquerque resta apenas a introdução. Sobrevivem algumas colaborações deixadas na revista literária Murmúrios do Guaíba, e sobretudo uma alentada Gramática analítica da língua portuguesa (1868, publicada em 1888), que mais do que uma gramática é um valioso testemunho sobre a evolução da língua e um documento de inspiração filosófica e social, onde, segundo Fávero & Molina, 
"Expressa sua religiosidade e apego à pátria, naquela instância de valorização do que era nacional. Valores morais também foram divulgados aos discípulos por meio de exemplos e sua teoria gramatical, apoiada de fato nos estudiosos que constituíam o imaginário coletivo da época: Grivet, Soares Barbosa e Constâncio, principalmente. [...] Ousamos agora discordar daqueles que julgam a obra menor e de segunda mão. Apesar de inspirado em muitos autores, o religioso tem opinião própria, apropria-se ou não de estudiosos com os quais bem aprendeu os meandros da língua portuguesa e inova, com uma sensibilidade para os fatos linguísticos raramente encontrada na época. [...] Introduzir o Padre Massa em nossos estudos gramaticais é, portanto, o melhor para entender aquela época, preenchendo uma importante lacuna".
Ganhou reputação no mundo literário da província, e foi descrito por Arlindo Rubert como "sacerdote inteligente", "orador empolgante e brilhante latinista", "notável educador e escritor", "sacerdote de muitas qualidades e ciência avantajada. Dirigiu bem o seu rebanho até ser assassinado a 14 de novembro de 1890".